# 중부아메리카

중부아메리카 지역

중부아메리카(영어: Middle America)는 북아메리카의 멕시코와 중앙아메리카 7개국와 카리브해 13개 섬나라과 18개 속령들을 포함하는 아메리카의 지리적 용어이다.
주요 영역으로는 멕시코에서 대륙부 중앙아메리카에서 카리브해 섬 국가와 지역인 서인도 제도를 들 수 있다. 경우에 따라서는 남미의 콜롬비아나 베네수엘라를 포함하는 일도 있고, 서인도 제도가 제외되거나, 프랑스령 기아나가 포함되는 경우도 있다. 종종 중부아메리카(Middle America)의 단어는 중앙아메리카(Central America)와 동의어로 간주되는 경우가 있다.

## 같이 보기
- 중앙아메리카
- 카리브해
- 서인도 제도
  - 앤틸리스 제도